# Rue Mauconseil (Fontenay-sous-Bois)
Pour l’article homonyme, voir Rue Mauconseil.
La rue Mauconseil est une voie de communication de Fontenay-sous-Bois,.

## Situation et accès
La rue constitue une voie de communication selon un axe est-ouest qui début à l'est depuis la place du Général-Leclerc à l'intersection avec les rues Notre-Dame et de l'Ancienne-Mairie. La voie se termine dans sa partie ouest en s'intersectant avec les rues Dalayrac et du Commandant-Jean-Duhail.

## Origine du nom
L'origine de cet odonyme n'est pas connue. Il est toutefois attesté en 1834 lorsqu'une délibération du conseil municipal note que « la rue commence à l’église, traverse la place d’Armes et se termine place Mauconseil ».

## Historique
Cette rue fait partie du cœur historique et des plus anciennes rues commerçantes de la ville.

## Bâtiments remarquables et lieux de mémoire

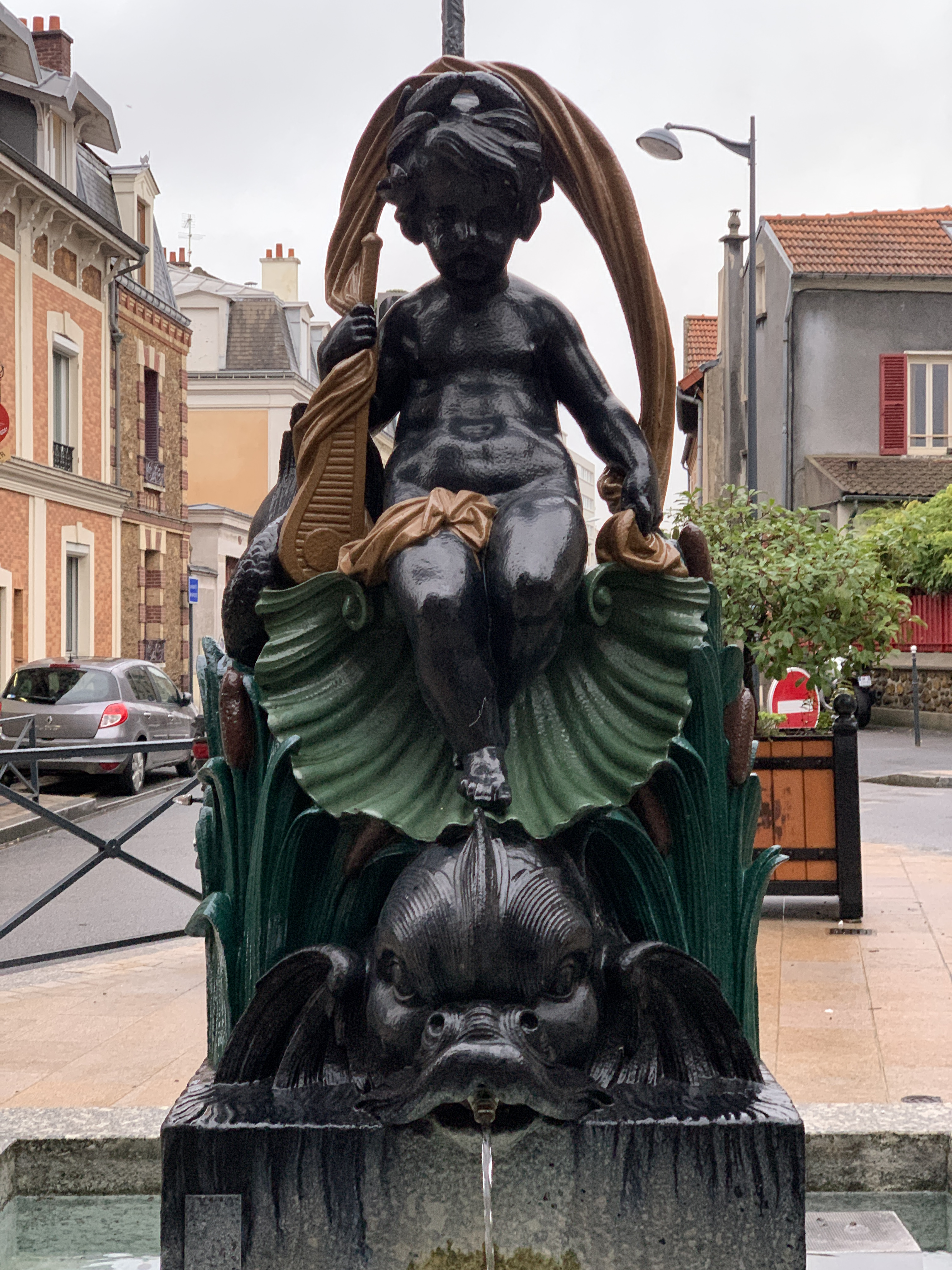
Fontaine des Rosettes.
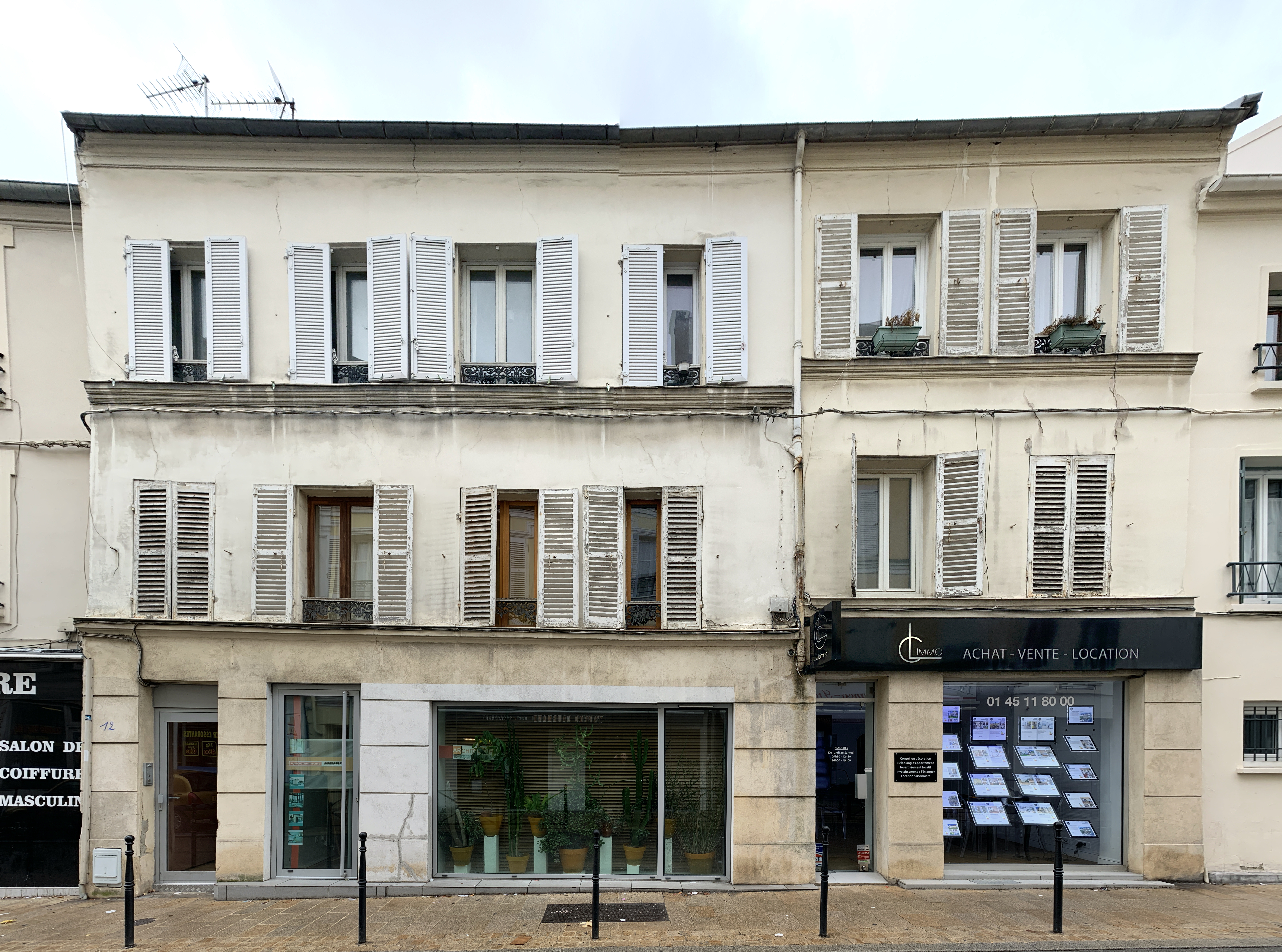
12, rue Mauconseil
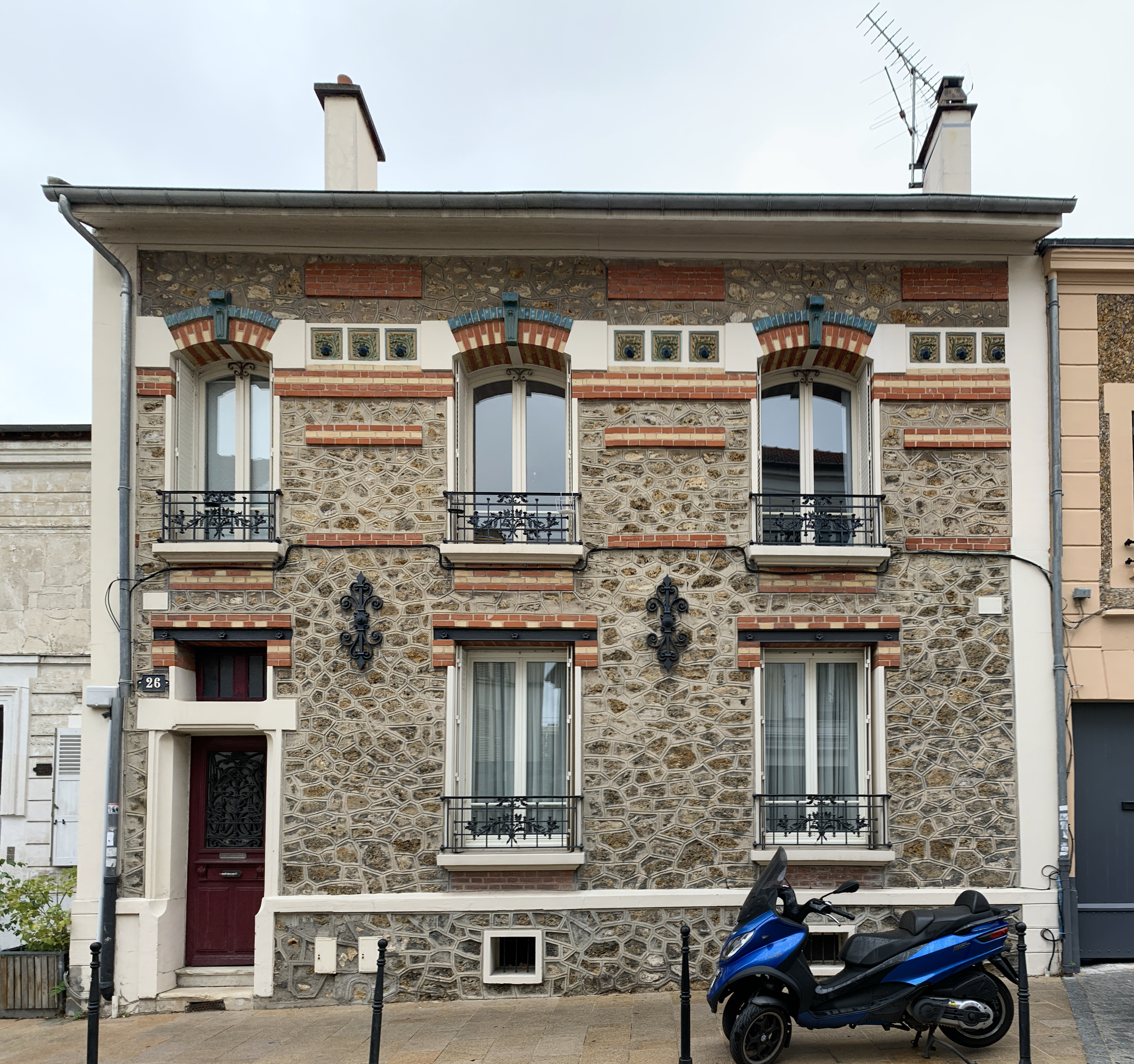
26, rue Mauconseil

- Fontaine des Rosettes, installée en 1856[6]. Elle est décorée d'une statue réalisée par la fonderie Ducel et représentant un angelot assis  sur une coquille Saint-Jacques, elle-même posée sur le dos d'un poisson[7].
- Maisons aux 12 et 26 de la rue, toutes deux inscrites à l'Inventaire supplémentaire des monuments historiques[8],[9].